# District d'Ambatolampy
Ambatolampy est un district de Madagascar, situé dans la partie sud-est de la province d'Antananarivo, dans la région de Vakinankaratra.
Il se situe entre Antsirabe et Antananarivo, et est traversé par la Route nationale 7.

## Économie

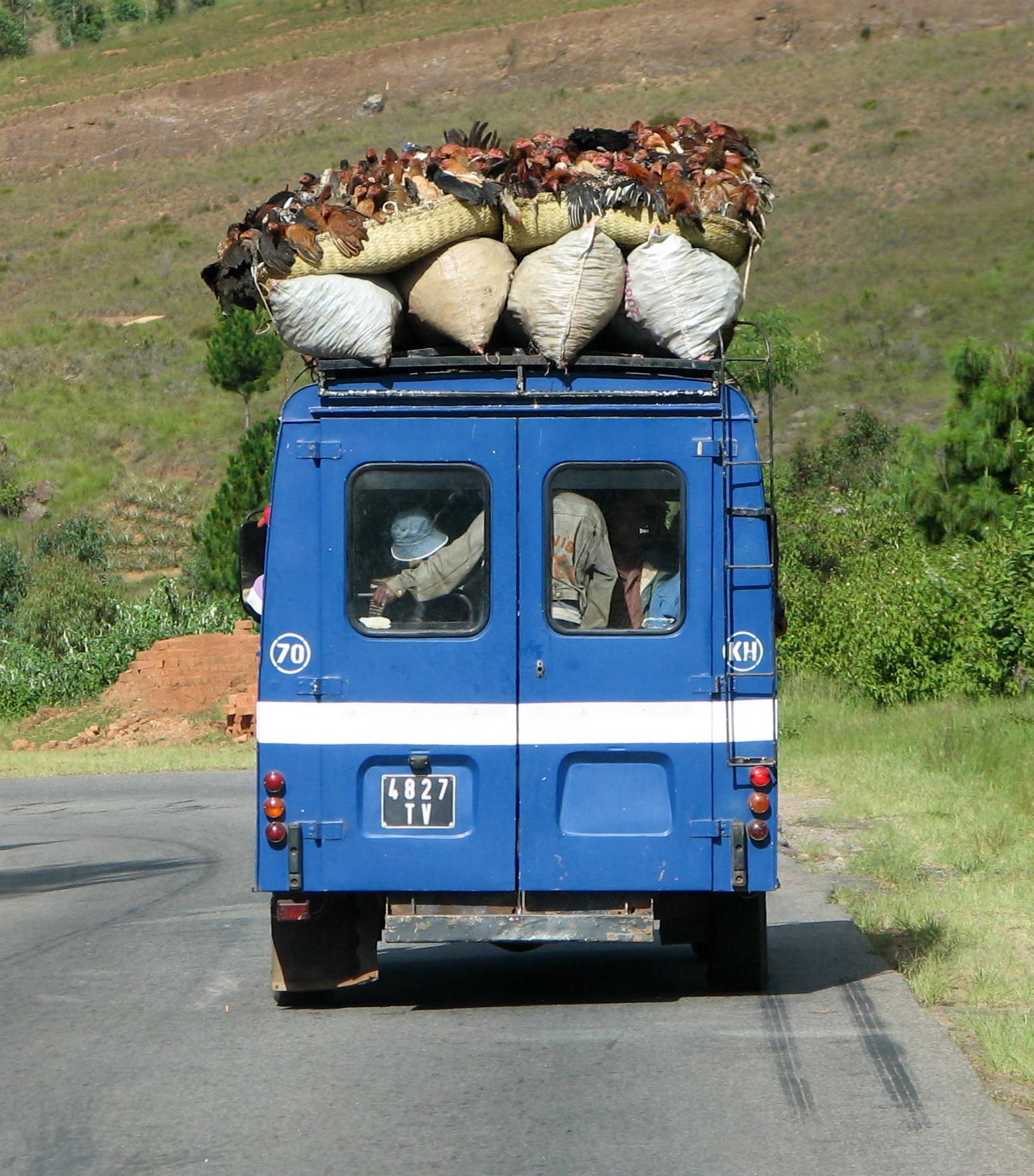
Transport des poulets près Ambatolampy.

L'économie est basé sur l'agriculture : plantation du  maïs, manioc, riz, fruits et cultures maraîchères, l'apiculture et élevage de chevaux.
À Ambatolampy on trouve aussi des fabrications artisanales d'ustensiles de cuisine en aluminium.
Behenjy est connue pour son artisanat.

## Points d'intérêt
À Tsinjoarivo se trouve le rova, dénommé Trano Fahasivy, qui servait de résidence royale pour la reine Ranavalona I. Ce palais est aujourd'hui transformé en musée.